# 北村昌幸 (国文学者)
北村 昌幸（きたむら まさゆき、1970年 - ）は、日本の国文学者。関西学院大学文学部教授。

## 経歴
1970年石川県生まれ。1993年東京大学文学部卒業。1996年同大学院人文科学研究科修士課程修了。2001年同大学院人文社会系研究科博士課程単位取得退学。
2008年「足利尊氏の変貌－『太平記』巻十四の本文改訂をめぐって－」で日本古典文学学術賞受賞。